# Саут-Гемптон (Нью-Гемпшир)
Саут-Гемптон (англ. South Hampton) — місто (англ. town) в США, в окрузі Рокінґгем штату Нью-Гемпшир. Населення — 894 особи (2020).

## Демографія
Згідно з переписом 2010 року, у місті мешкало 814 осіб у 315 домогосподарствах у складі 230 родин. Було 504 помешкання
Расовий склад населення:
| - 96,6 % — білих - 1,0 % — чорних або афроамериканців - 0,5 % — азіатів |

До двох чи більше рас належало 1,6 %. Частка іспаномовних становила 1,6 % від усіх жителів.
За віковим діапазоном населення розподілялося таким чином: 19,3 % — особи молодші 18 років, 67,4 % — особи у віці 18—64 років, 13,3 % — особи у віці 65 років та старші. Медіана віку мешканця становила 47,2 року. На 100 осіб жіночої статі у місті припадало 94,3 чоловіків;  на 100 жінок у віці від 18 років та старших — 92,7 чоловіків також старших 18 років.
Середній дохід на одне домашнє господарство  становив 128 064 долари США (медіана — 105 833), а середній дохід на одну сім'ю — 139 948 доларів (медіана — 128 295). Медіана доходів становила 82 813 долари для чоловіків та 54 375 доларів для жінок. За межею бідності перебувало 3,5 % осіб, у тому числі 4,5 % дітей у віці до 18 років та 1,3 % осіб у віці 65 років та старших.
Цивільне працевлаштоване населення становило 450 осіб. Основні галузі зайнятості: освіта, охорона здоров'я та соціальна допомога — 20,4 %, виробництво — 15,8 %, науковці, спеціалісти, менеджери — 9,8 %, роздрібна торгівля — 9,1 %.